# Wexler (cràter)
Wexler és un cràter d'impacte situat a la regió sud-est de la Lluna. En aquesta ubicació no es poden observar els seus detalls des de la Terra, i s'ha de contemplar des de naus en òrbita per veure la major part de la seva estructura. Es troba uns 100 km al nord del cràter més gran Hale, i a sud-sud-est de Petrov.

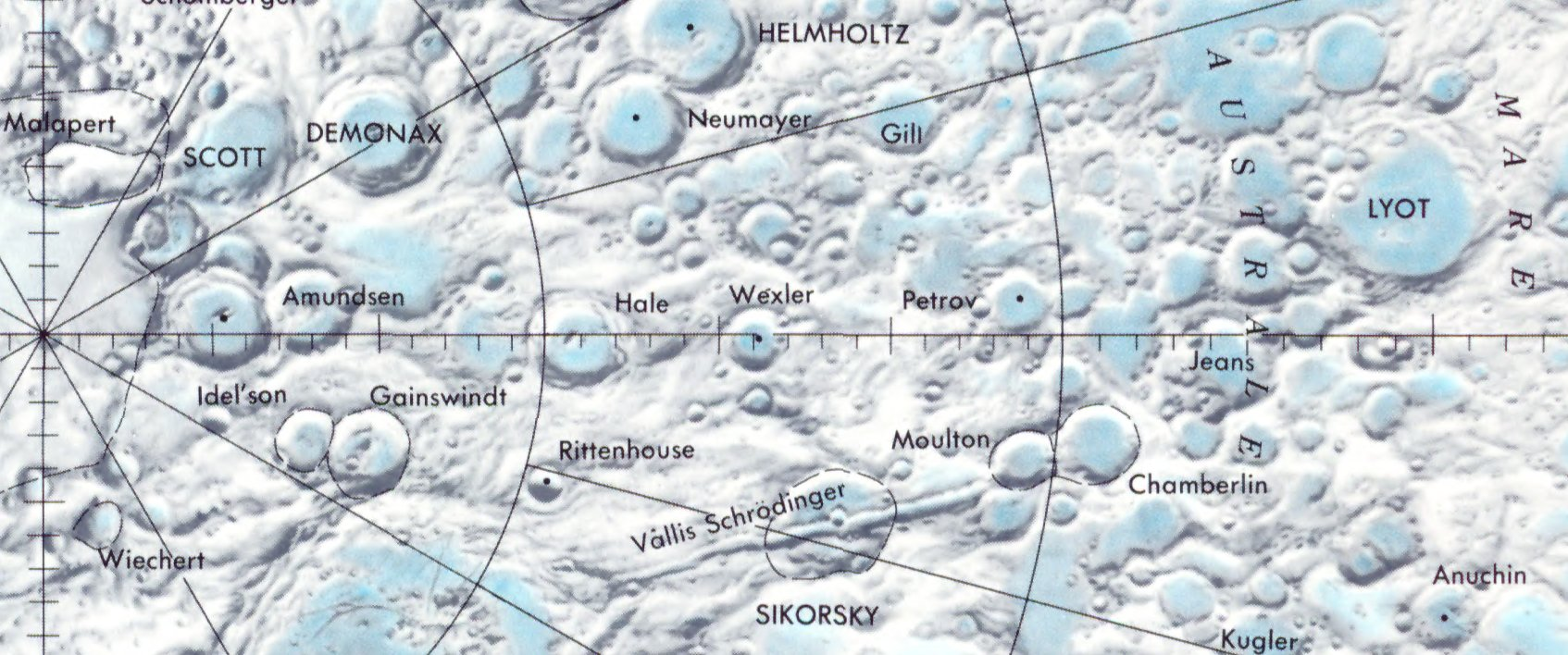
Localització de Wexler (centre de la imatge)
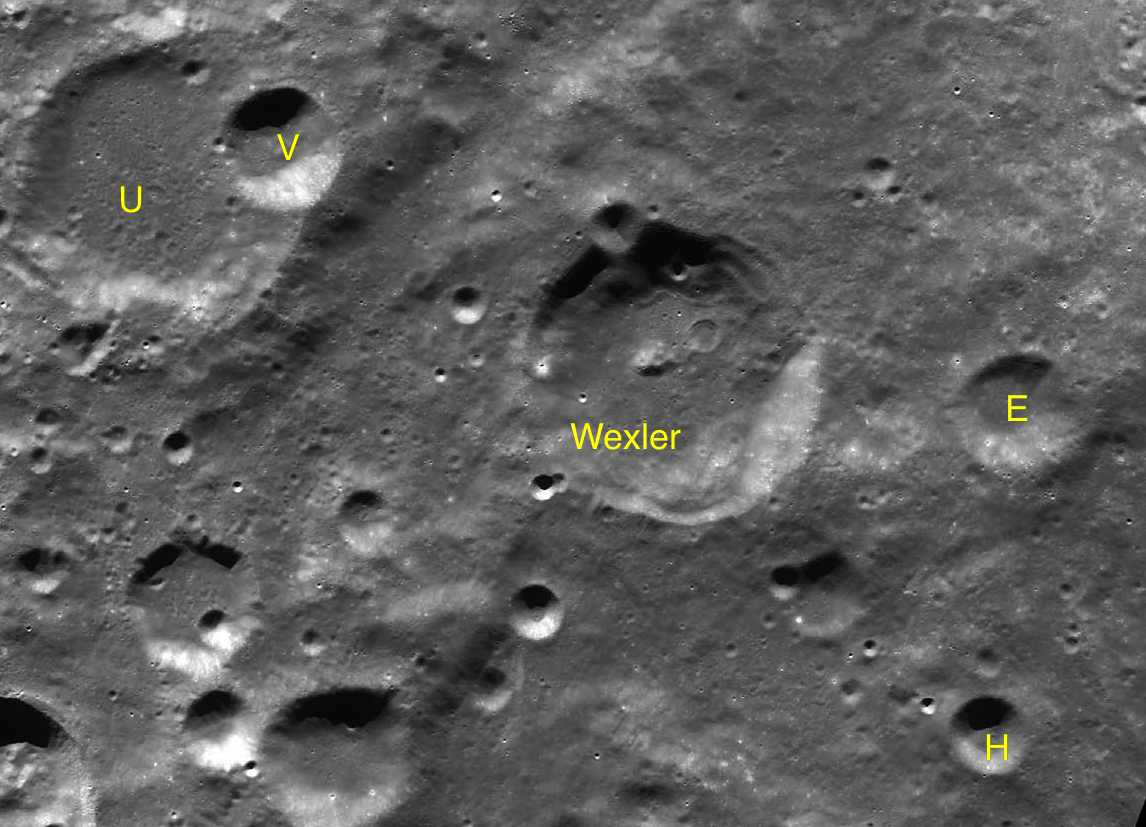
Cràters satèl·lit
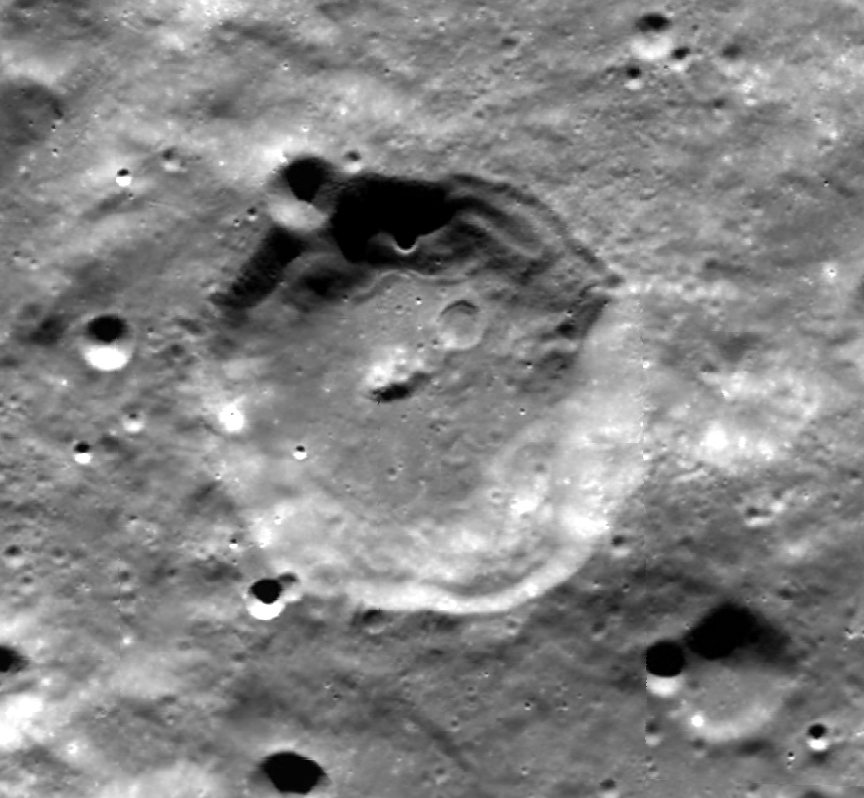
Fotografia de la missió Clementine (1994)

La vora d'aquest cràter conserva gran part de la seva estructura original, tot i que les característiques s'han arrodonit i desgastat en comparació amb Hale, més recent. La vora té una aparença poligonal en la major part del perímetre, amb rastres de terrassen en nombroses seccions de la paret interna. Un petit cràter travessa la vora nord-oest, però la formació no està marcada perceptiblement per altres impactes. El sòl interior és relativament pla i anivellat, amb un pic central prop del punt mitjà. Hi ha un cràter palimpsest a nord-est de el pic central.
A mig diàmetre al nord i a l'est es localitza una àmplia fissura semblant a una vall en la superfície. La part més estreta d'aquest tall està situada a l'est de Wexler, i des d'allà segueix un curs gairebé recte, eixamplant cap al nord-est, a nord de Wexler.

## Cràters satèl·lit
Per convenció aquests elements són identificats en els mapes lunars posant la lletra en el costat del punt central del cràter que està més proper a Wexler.
| Wexler | Coordenades                          | Diàmetre |
| ------ | ------------------------------------ | -------- |
| E      | 68° 48′ S, 95° 30′ E / 68.8°S,95.5°E | 23 km    |
| H      | 70° 30′ S, 96° 42′ E / 70.5°S,96.7°E | 14 km    |
| U      | 68° 12′ S, 82° 00′ E / 68.2°S,82.0°E | 51 km    |
| V      | 68° 00′ S, 83° 54′ E / 68.0°S,83.9°E | 21 km    |